# Zygostates densiflora
Zygostates densiflora är en orkidéart som först beskrevs av Karlheinz Senghas, och fick sitt nu gällande namn av Dalton Holland Baptista. Zygostates densiflora ingår i släktet Zygostates och familjen orkidéer.
Artens utbredningsområde är Bolivia. Inga underarter finns listade i Catalogue of Life.